# Bruno Pezzatti

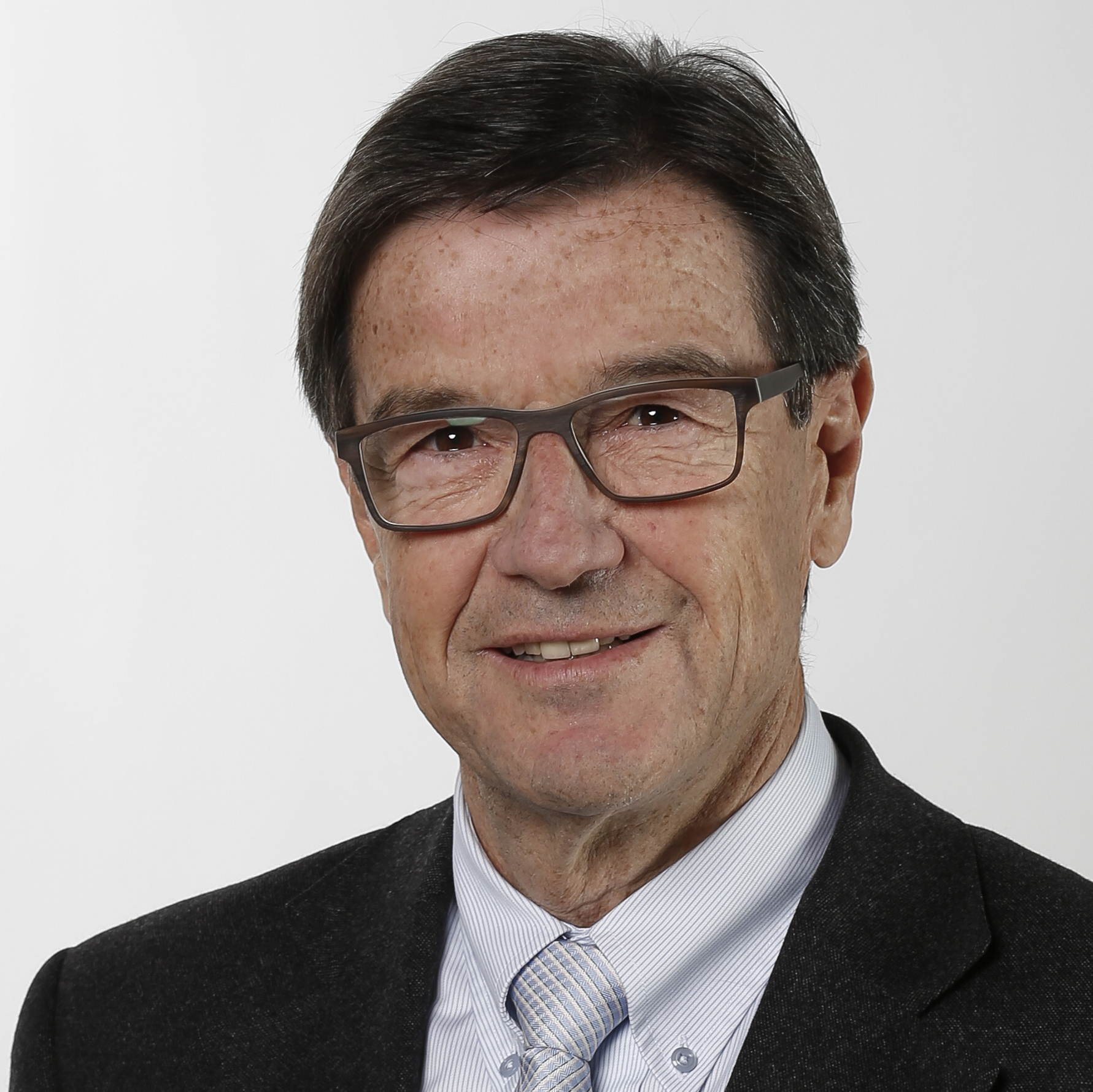
Bruno Pezzatti, 2015

Bruno Pezzatti (* 4. März 1951 in Zug) ist ein Schweizer Politiker (FDP Schweiz). Er war von 2011 bis 2019 für den Kanton Zug im Nationalrat. Zuvor war er Kantonsrat (1998–2010) und Kantonsratspräsident (2009–2010).

## Leben
Pezzatti studierte an der ETH Zürich (Dipl.-Ing. Agronom). Bei den Nationalratswahlen 2011 konnte er dank einer Listenverbindung mit der CVP für die FDP den acht Jahre zuvor verlorenen Sitz zurückholen. Er verdrängte Jo Lang (SGA), der den FDP-Sitz 2003 erobert hatte. 2015 konnte Pezzatti den Sitz verteidigen, wiederum mithilfe einer Listenverbindung mit der CVP und neu auch der GLP – obwohl er persönlich Listenverbindungen ablehnend gegenübersteht. Er hat damit sein bei der Wahl 2011 formuliertes Ziel erreicht, acht Jahre Nationalrat zu sein. Dementsprechend trat er bei den Wahlen 2019 nicht mehr an. Die FDP verlor den Sitz danach wieder an die Grünalternativen, nämlich an Manuela Weichelt-Picard.
Pezzatti war Direktor des Schweizer Obstverbandes (SOV). Darüber hinaus war er Präsident der Raiffeisenbank Menzingen-Neuheim und der AHV-Ausgleichskasse VEROM sowie Mitglied mehrerer Vereinigungen wie dem Rotary Club Aegeri-Menzingen und dem Leichtathletik Club Zug, Verwaltungsrat des Kernkraftwerkes Gösgen und Stiftungsrat der Schweizerischen Stiftung für eine verantwortungsvolle Gentechnik.
Er war Mitglied der 2013 auf Initiative der Getränkehersteller gegründeten Lobbygruppe für Süssgetränke IG Erfrischungsgetränke.
Pezzatti ist verheiratet, Vater von zwei erwachsenen Töchtern und wohnt in Menzingen.